# Сефериадис, Стилианос
Стилианос Сефериадис (греч.  Στυλιανός Σεφεριάδης; 1873, Смирна — 1951, Париж) — греческий юрист, дипломат и поэт, член Афинской академии наук.
Отец дипломата, поэта и лауреата Нобелевской премии Георгиоса Сефериса.

## Биография
Сефериадис родился в османской Смирне в 1873 году. В тот период город сохранял своё коренное греческое население.
Сефериадис учился юриспруденции в Экс-ан-Прованс, Франция.
Получил титул доктора юриспруденции в Париже в начале 1897 года.
Ещё в молодом возрасте увлёкся поэзией.
В 1902 за свой сборник стихов получил, только что учреждённый в греческой Смирне, «Панионийский приз».
Греческий историк Д. Фотиадис, также уроженец Ионии, пишет что он на всю жизнь запомнил фразу из сборника стихов Сефериадиса «Из моего выдвижного ящика» где поэт так описывал молнию:A-85:
Дарует узнику она свет
Страх дворцам её дар
Годом позже он написал театральную пьесу Схожу с ума от любви.
В 1907 года он переложил «Эдипа тирана» Софокла на разговорный язык (Димотика).
Этот вызов Сефериадиса, "воссоздать древний текст Софокла на разговорном языке шокировал многих видных граждан Смирны, когда через 3 года был поставлен на сцену: «Реакция была на грани восстания».
В 1924 году, под псевдонимом Стефанос Миртас (Στέφανος Μύρτας), он издаст свой перевод, также на димотики, «Песен о Греции» лорда Байрона
Сефериадис работал юристом в Смирне, после чего был принят юридическим советником во французское консульство Франции в городе.
В 1912 году, накануне Балканских войн, Фемистокл Софулис поднял восстание на близлежащем острове Самос, который хоть номинально и был в составе Османской империи, имел полу-автономный статус, с гарантиями европейских держав.
Революция Софулиса вызвала морскую блокаду острова, которую предприняли Англия и Франция.
Сефериадис принял участие в событиях, сопровождая консула Франции в Смирне, на собрании генеральных консулов Англии, Франции, и России, состоявшемся 8 октября 1912 года в парламенте Самоса.

## В Греческом королевстве
В 1913 года Сефериадис обосновался в Афинах.
В 1919 году он был избран преподавателем международного права на юридическом факультете Афинского университета и в 1920 стал его профессором.
Как и большинство греков Малой Азии, Сефериадис был сторонником Элефтериоса Венизелоса.
Сефериадис стал юридическим советником Министерства иностранных дел и премьер-министра Венизелоса, членом специальной комиссии, утверждавшей профессоров и преподавателей на только что созданный юридический факультет Аристотелева университета, македонской столицы, города Фессалоники.
В 1919 году, по мандату Антанты, Греция заняла родную ему Смирну.
В дальнейшем Севрский мирный договор 1920 года закрепил контроль региона за Грецией, с перспективой решения его судьбы через 5 лет, на референдуме населения:16.
Завязавшиеся здесь бои с кемалистами приобрели характер войны, которую греческая армия была вынуждена вести уже в одиночку.
Из союзников, Италия, с самого начала поддерживала кемалистов, Франция, решая свои задачи, стала также оказывать им поддержку.
Греческая армия прочно удерживала свои позиции. Геополитическая ситуация изменилась коренным образом и стала роковой для греческого населения Малой Азии после парламентских выборов в Греции, в ноябре 1920 года. Под лозунгом «мы вернём наших парней домой» и получив поддержку, значительного в тот период, мусульманского населения, на выборах победила монархистская «Народная партия».
Возвращение в Грецию германофила  Константина освободило союзников от обязательств по отношению к Греции. Уинстон Черчилль, в своей работе «Aftermath» (стр. 387—388) писал: «Возвращение Константина расторгло все союзные связи с Грецией и аннулировало все обязательства, кроме юридических. С Венизелосом мы приняли много обязательств. Но с Константином, никаких. Действительно, когда прошло первое удивление, чувство облегчения стало явным в руководящих кругах. Не было более надобности следовать антитурецкой политике»:30.
В 1921 году с возвращением к власти правительства монархистов, Сефериадис был отстранён от своего поста, по политическим соображениям, как сторонник Венизелоса.
Правление монархистов завершилось поражением армии и  резнёй и изгнанием коренного населения  Ионии. Современный английский историк Дуглас Дакин винит в исходе войны правительство, но не греческую армию, и считает, что даже в создавшихся неблагоприятных условиях, «как и при Ватерлоо, исход мог повернуться как в эту, так и в другую сторону»:357:357.
Сефериадис вернулся на свой университетский пост в 1923 году.
Он был деканом юридического факультета (1927—1928, 1937—1938), замректора (1934—1935) и ректором (1933—1934).
Сефериадис ушёл из университета в 1938 году, имея титул почётного профессора.
В 1933 году был избран постоянным членом Афинской академии наук, в отделе международного права
Он был также членом Государственного Совета Греции
Представлял Грецию в Лиге наций:А-84.
Сефериадис умер в Париже 6 августа 1951 года от последнего после ряда подобных инцидентов инсульта.
Похоронен в пригороде Эзанвиль (Валь-д’Уаз) французской столицы.

## Семья
В первом браке Сефериадис был женат на Деспине Тенекиди и имел с ней трёх детей: будущего дипломата поэта и лауреата Нобелевской премии Георгиоса Сефериса, будущего поэта Ангелоса Сефериадиса, и дочь Иоанну Цацу, будущую писательницу и супругу академика и президента Греции Константина Цацоса.
Во втором браке он был женат на француженке Терез Лефор.